# Церковь Успения Пресвятой Богородицы (Нагольно-Тарасовка)
Храм Успения Божией Матери — самый древний деревянный храм левобережья Украины, посвящённый Успению Богородицы, находится в посёлке Нагольно-Тарасовка (ул. Ленина, 1). Настоятель — протоиерей Михаил Галушко. Храмовый праздник: Успение Божией Матери — 28 августа (15 августа по юлианскому календарю).

## Архитектура
Здание церкви стоит на невысоком каменном фундаменте крестообразной формы. Вход — в западном фасаде. Над входом в здание возвышается небольшая башня с колокольней. По два нефа на боковых фасадах в начале и в конце сооружения расширяют её внутренний объём. В середине зала восточный торцевой фасад заканчивается пятигранной апсидой, в которой совершается служба. Кровля церкви — двухскатная, крытая железом.

## История создания церкви
Нагольно-Луковкину слободу (ныне Нагольно-Тарасовка) в 1775 году основал военный (бригадир) Амвросий Гаврилович Луковкин. Одним из первых построенных в слободе зданий стала часовня в честь праздника Успения Пресвятой Богородицы, куда приезжал исполнять требы священник без места из станицы Усть-Белокалитвенской Емельян Иванов. Сын бригадира Луковкина — Гавриил Амвросиевич, также военный (генерал-майор), заложил в слободе Нагольной Свято-Успенский однопрестольный деревянный храм, освящённый 9 сентября 1788 года.
Первым штатным священником новопостроенной церкви слободы Нагольной стал Иван Павлович Пащинский, который до 25 декабря 1786 года шесть лет исполнял обязанности дьячка в Варваринской церкви Грушевской станицы. 5 января 1787 года отец Иоанн был рукоположен в священники. После смерти о. Иоанна (3 декабря 1821 года) его место занял родной сын — Гавриил Иванович, которого еще при жизни отца, в июне 1814 года, рукоположили в священники.
В «Ведомости о церкви Успенской, войска Донского Новочеркасской епархии, ведомства Миусского сыскного начальства, слободы Нагольно-Луковкиной» (1829 год) указано, что «Успенская церковь — здание деревянное; престолов в ней один, во имя успения Пресвятой Богородицы; утвари достаточно; причта, положенного по штату с 1788 года: священник — один, диакон — один, дьячок — один, пономарь — один; земли при сей церкви усадебной, пахотной и сенокосной отмежеванной нет, а пользуются церковнослужители на общих правах с прихожанами и при том в достаточном количестве; дома церковнослужителей собственные, на владельческой земле; жалование на содержание священно- и церковнослужители никакого не получают, а имеют содержание от обработки земли и отправления мирских треб прибылью посредственно».
23 декабря 1929 года президиум Луганского окружного исполкома принял решение закрыть храм и переоборудовать его под школу. Впоследствии здесь был устроен клуб.
В 1942 году церковь вновь открылась; после освобождения от немецкой оккупации началась частая смена настоятелей храма. В июне 1945 года в Свято-Успенский храм был назначен новый священник Пётр Калабин. Затем до самого закрытия церкви настоятели менялись практически ежегодно. Три раза за 9 лет настоятельствовал в Нагольной отец Николай Беляев. Именно он и был последним «постоянным» батюшкой Успенского храма вплоть до его закрытия. Начиная с 1959 года священник на приходе отсутствовал, службы совершались нерегулярно, от случая к случаю, на каждое богослужение требовалось разрешение местной и областной власти.
С 16 августа 1961 по 1963 год церковь не функционировала из-за отсутствия священника. В 1963 году «по ходатайству трудящихся» религиозная община села Нагольно-Тарасовка была снята с регистрации, а храм окончательно закрыт. Помещение передали школе под спортзал.
30 марта 1992 года на VII сессии поселкового совета было принято решение вернуть здание церкви верующим посёлка Нагольно-Тарасовка.

## Священнослужители храма
- Мефодий Пащинский (06.12.1830 — 1875);
- Александр Краснопольский (17.03.1875 — 16.06.1876);
- Михаил Попов (с 29.06.1876);
- Иван Попов (с 19.06.1884, по 1912);
- Григорий Щетковський (с 08.1925);
- Николай Грозинский (с 1942);
- Власий Додонов (с 1943);
- Захария Пантелеймонов (с 05.06.1945);
- Пётр Калабин (с 08.04.1946);
- Феодор Быкадоров (с 18.02.1949);
- Марк Кулигин (с 05.05.1950);
- Николай Беляев (с 06.06.1949 , с 11.11.1950, с 02.01.1953; с 20.07.1956);
- Николай Образцов (с 06.07.1950);
- Дмитрий Золотухин (с 09.1954);
- Владимир Прудников (с 15.11.1954);
- Сергей Малишевский (с 02.12.1955);
- Пётр Киричук;
- Михаил Галушко.